# BJU International
BJU International, abgekürzt BJU Int. bzw. BJUI, ist eine wissenschaftliche Fachzeitschrift, die vom Wiley-Blackwell-Verlag veröffentlicht wird. Die Zeitschrift wurde 1929 unter dem Namen British Journal of Urology gegründet. Im Jahr 1999 wurde der Name in den derzeit gültigen geändert. Sie ist die offizielle Zeitschrift der British Association of Urological Surgeons, der Urological Society of Australia and New Zealand, der Hong Kong Urological Association, der Caribbean Urological Association und der Irish Society of Urology sowie die internationale Zeitschrift der Urological Society of India. Die Zeitschrift erscheint mit 25 Ausgaben im Jahr. Es werden Arbeiten veröffentlicht, die sich mit allen Aspekten der Urologie beschäftigen.
Der Impact Factor lag im Jahr 2014 bei 3,533. Nach der Statistik des ISI Web of Knowledge wird das Journal mit diesem Impact Factor in der Kategorie Urologie und Nephrologie an 13. Stelle von 76 Zeitschriften geführt.